# دورا إريزاري
دورا إريزاري (بالإنجليزية: Dora Irizarry)‏ هي محامية وقاضية أمريكية، ولدت في 26 يناير 1955 في San Sebastián, Puerto Rico ‏ في الولايات المتحدة.